# Anna Pfeffer
Anna Pfeffer (Kaposvár, Somogy, 31 de março de 1945) é uma ex-canoísta de velocidade húngara na modalidade de canoagem.

## Carreira
Foi vencedora das medalhas de Prata em K-2 500 m em Cidade do México 1968 e em Montreal 1976.
Foi vencedora da medalha de Bronze em K-1 500 m em Munique 1972.